# Comarca de Nova Alvorada do Sul
A Comarca de Nova Alvorada do Sul  é uma comarca brasileira localizada no município de Nova Alvorada do Sul, no estado de Mato Grosso do Sul, a 110 quilômetros da capital.

## Generalidades
Sendo uma comarca de primeira entrância, tem uma superfície total de 4019,2 km², o que totaliza aproximadamente 1,5% da superfície total do estado. A povoação total da comarca é de 16,4 mil habitantes, aproximadamente 0,5% do total da povoação estadual, e a densidade de povoação é de 4,08 habitantes por km².
A comarca inclui o município de Nova Alvorada do Sul. Limita-se com as comarcas de Ribas do Rio Pardo, Campo Grande e Rio Brilhante.
Economicamente possui PIB de R$ 356 397 000,00 e PIB per capita de R$ 21 687,89.